# أديلهيد ديتريش
أديلهيد ديتريش (بالألمانية: Adelheid Dietrich)‏ هي رسامة ألمانية، ولدت في 13 أكتوبر 1827 في فيتنبرغ في ألمانيا، وتوفيت في 2 أبريل 1891 في إرفورت في ألمانيا.

## معرض صور

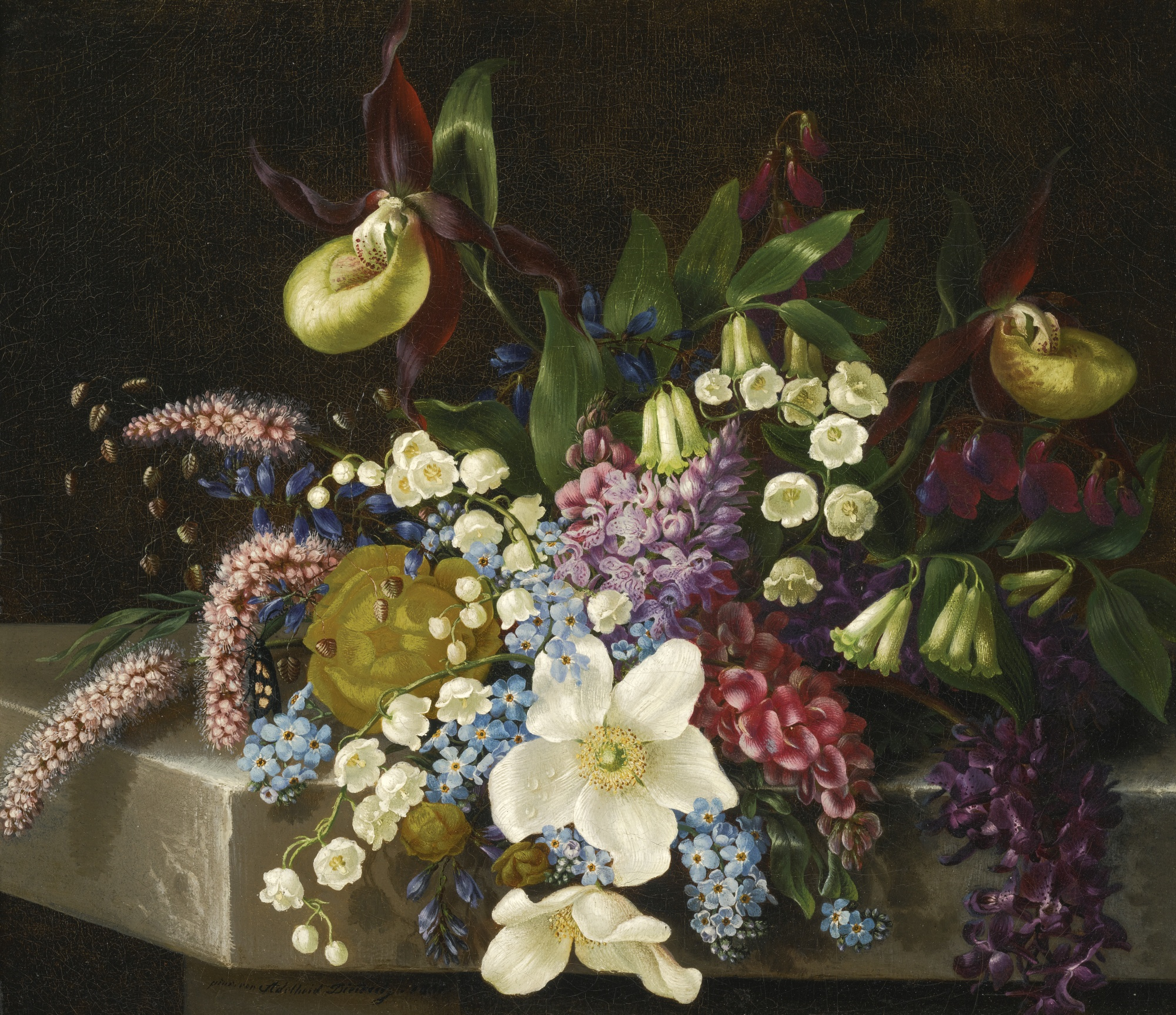
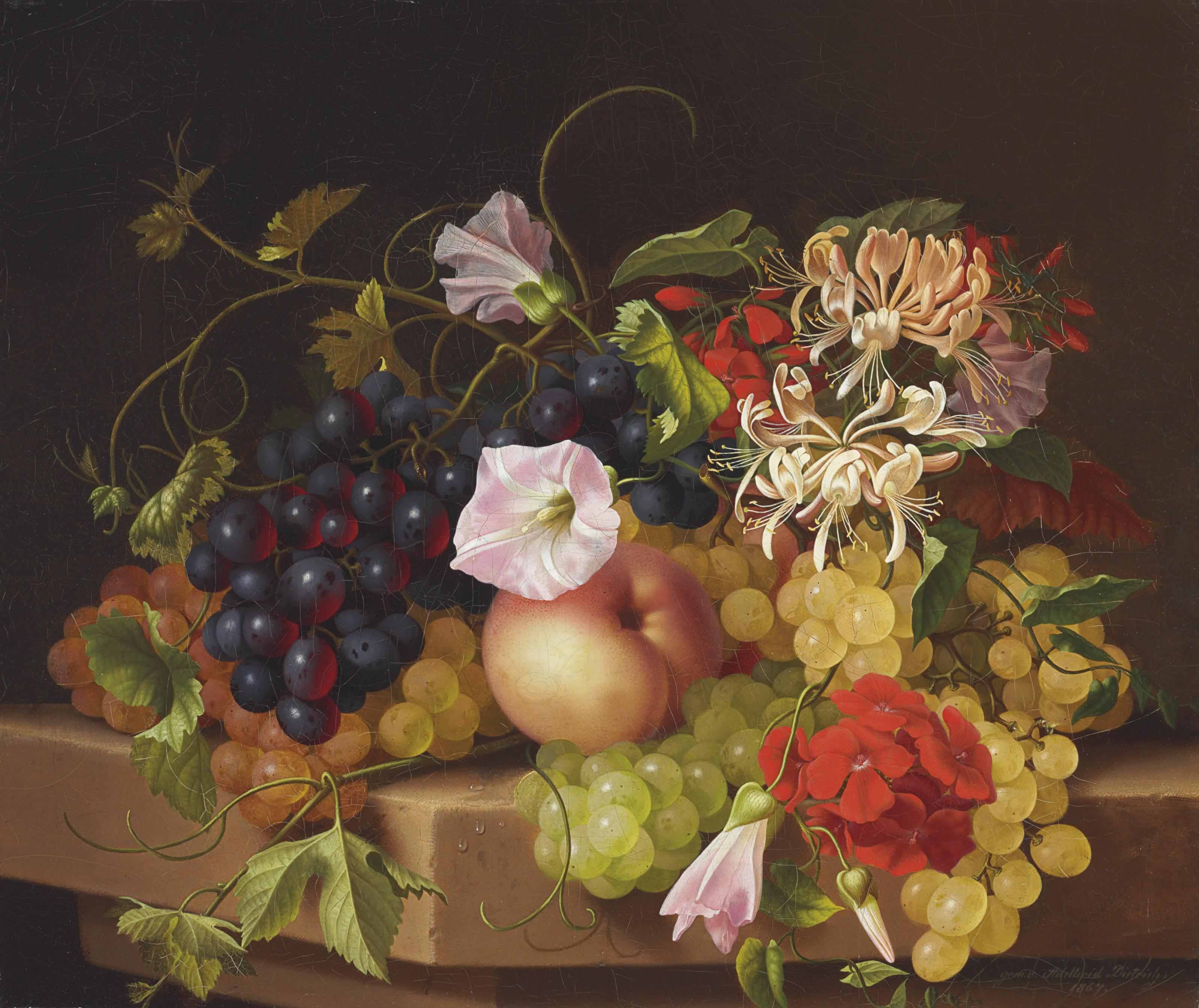
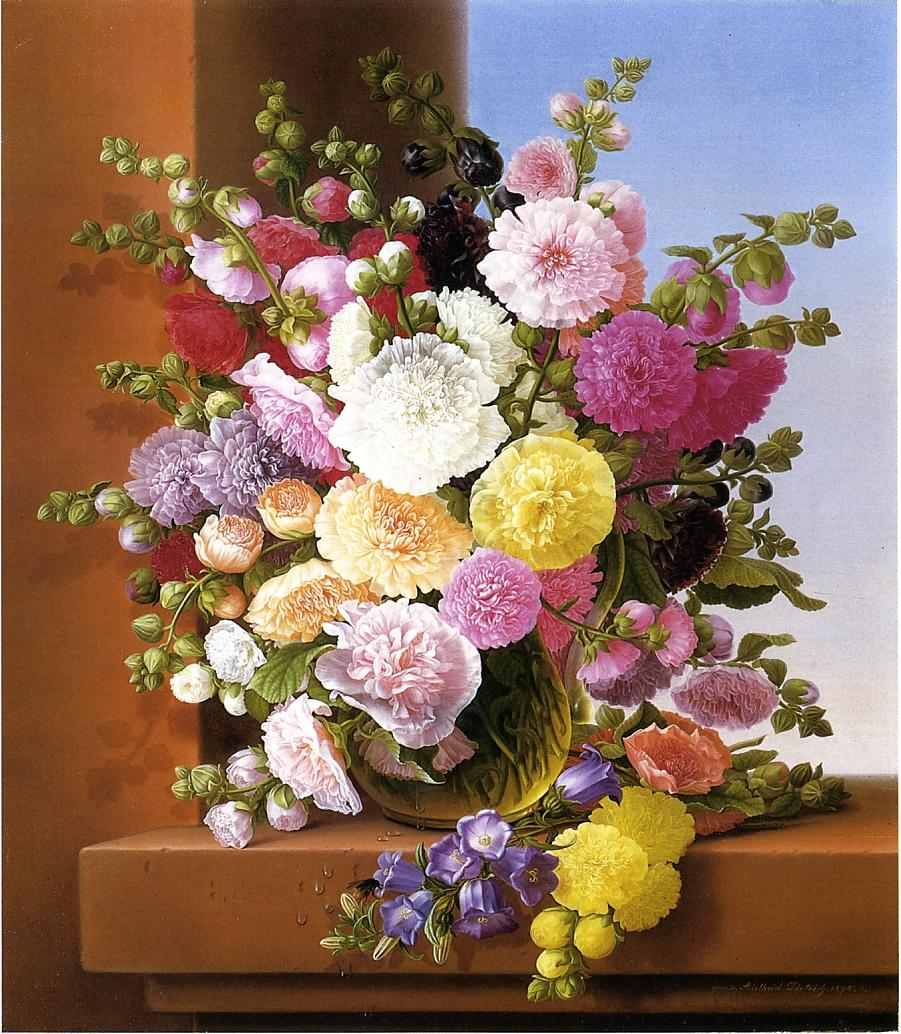